# Prefettura di Nagano
Nagano (長野県?, Nagano-ken) è una prefettura giapponese di circa 2,2 milioni di abitanti, si trova nella regione di Chūbu, sull'isola di Honshū. Il suo capoluogo è l'omonima città di Nagano.
Confina con le prefetture di Aichi, Gunma, Gifu, Niigata, Saitama, Shizuoka, Toyama e Yamanashi.